# Altenmünster
Altenmünster es un municipio alemán, situado en el distrito de Augsburgo en la región administrativa de Suabia, en el Estado federado de Baviera. Forma parte de la Verwaltungsgemeinschaft de Nordendorf.